# Îles Mariannes du Nord
Les îles Mariannes du Nord, en forme longue le Commonwealth des Îles Mariannes du Nord (en anglais Northern Mariana Islands ou Commonwealth of the Northern Mariana Islands), sont un territoire organisé non incorporé des États-Unis constitué, à l'instar de Porto Rico, en commonwealth. Elles forment une partie des îles Mariannes, dans l'Est de la mer des Philippines, au nord-nord-est de Guam, île avec laquelle elles forment le territoire du peuplement chamorro, et au sud des îles Kazan, dans l'archipel Ogasawara. Des quinze îles, seules les trois plus grandes sont peuplées, majoritairement d'immigrés et de descendants d'immigrés philippins et chinois.

## Histoire
Il y a 5 000 ans (3000 av. J.-C.), des habitants du littoral de la Chine du Sud, cultivateurs de millet et de riz, commencent à traverser le détroit pour s'installer à Taïwan et former les premières populations austronésiennes. Vers 2000 av. J.-C., des migrations ont lieu de Taïwan vers les Philippines. De nouvelles migrations commencent bientôt des Philippines vers Sulawesi et Timor et de là, les autres îles de l'archipel indonésien. Vers 1500 av. J.-C., un autre mouvement mène des Philippines en Nouvelle-Guinée et au-delà, les îles de l'océan Pacifique.
Le premier Européen à avoir abordé ces îles fut Fernand de Magellan en 1521, qui visita Guam et réclama ces terres pour l’Espagne. Mécontent des habitudes des habitants sur ses navires, il les baptisa, d'après Antonio Pigafetta, « las islas de los Ladrones » (les îles des Voleurs) ; mais en 1688, leur nom devint « las Marianas », d’après Marianne d’Autriche, veuve de Philippe IV d’Espagne. Presque tous les autochtones disparurent pendant l’occupation espagnole, mais des insulaires des îles voisines repeuplèrent en partie les îles.

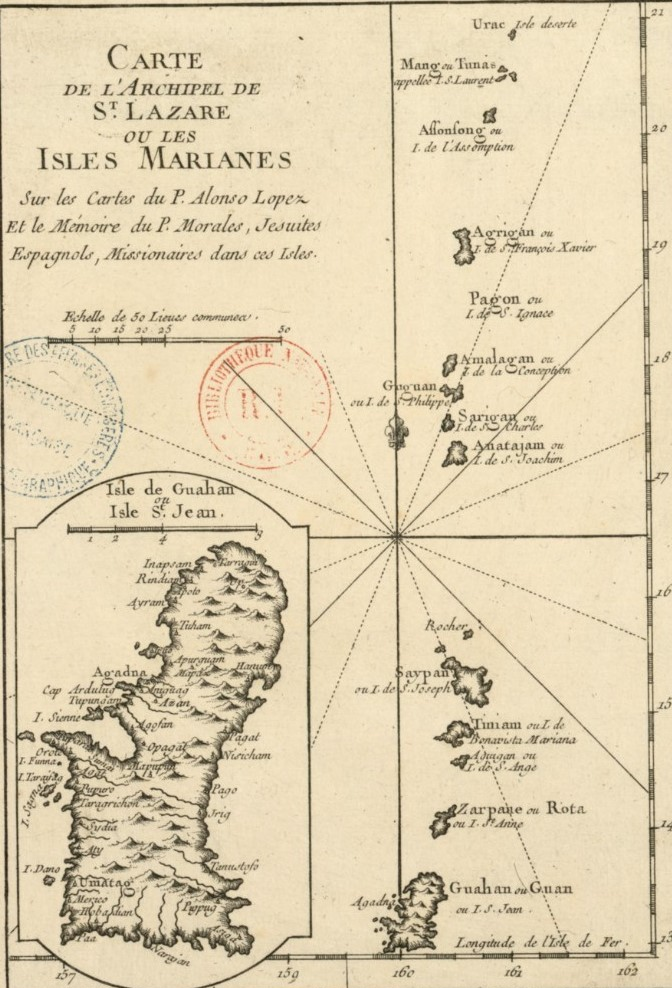
Carte de 1764, Alonso Lopez.

Vendues à l'Empire allemand en 1899, elles furent occupées dès 1914 par l'empire du Japon qui les transforma en camps militaires.
Durant la Seconde Guerre mondiale, les Marines américains y débarquèrent le 15 juin 1944 et remportèrent la bataille de Saipan. Les bombardiers transportant les bombes atomiques à destination de Hiroshima et Nagasaki partirent de Tinian. L’archipel fut administré par les États-Unis comme une partie du Territoire sous tutelle des îles du Pacifique, statut accordé par les Nations unies, avec la défense et les affaires étrangères sous le contrôle américain.
Après quatre referendums (1958, 1961, 1963 et 1969) tenus dans les îles et le rejet par Guam (lors d'un referendum local en 1969) de l'intégration demandée, le peuple des Mariannes du Nord décida de ne pas rechercher l'indépendance, mais de se rapprocher davantage de la puissance tutélaire. Un accord établissant un Commonwealth fut approuvé en 1975. La constitution et le nouveau gouvernement entrèrent en vigueur en 1978. Le 23 septembre 2004, le membre du Congrès Richard Pombo (Californie) émet la proposition « H. R. 5135 - the Northern Mariana Islands Delegate Act ». Cette proposition devient loi (réintroduite le 18 février 2005 sous un nouveau no H. R. 873), elle permet aux Mariannes du Nord d'élire un délégué sans droit de vote au Congrès des États-Unis, à compter de l'élection présidentielle américaine de 2008.

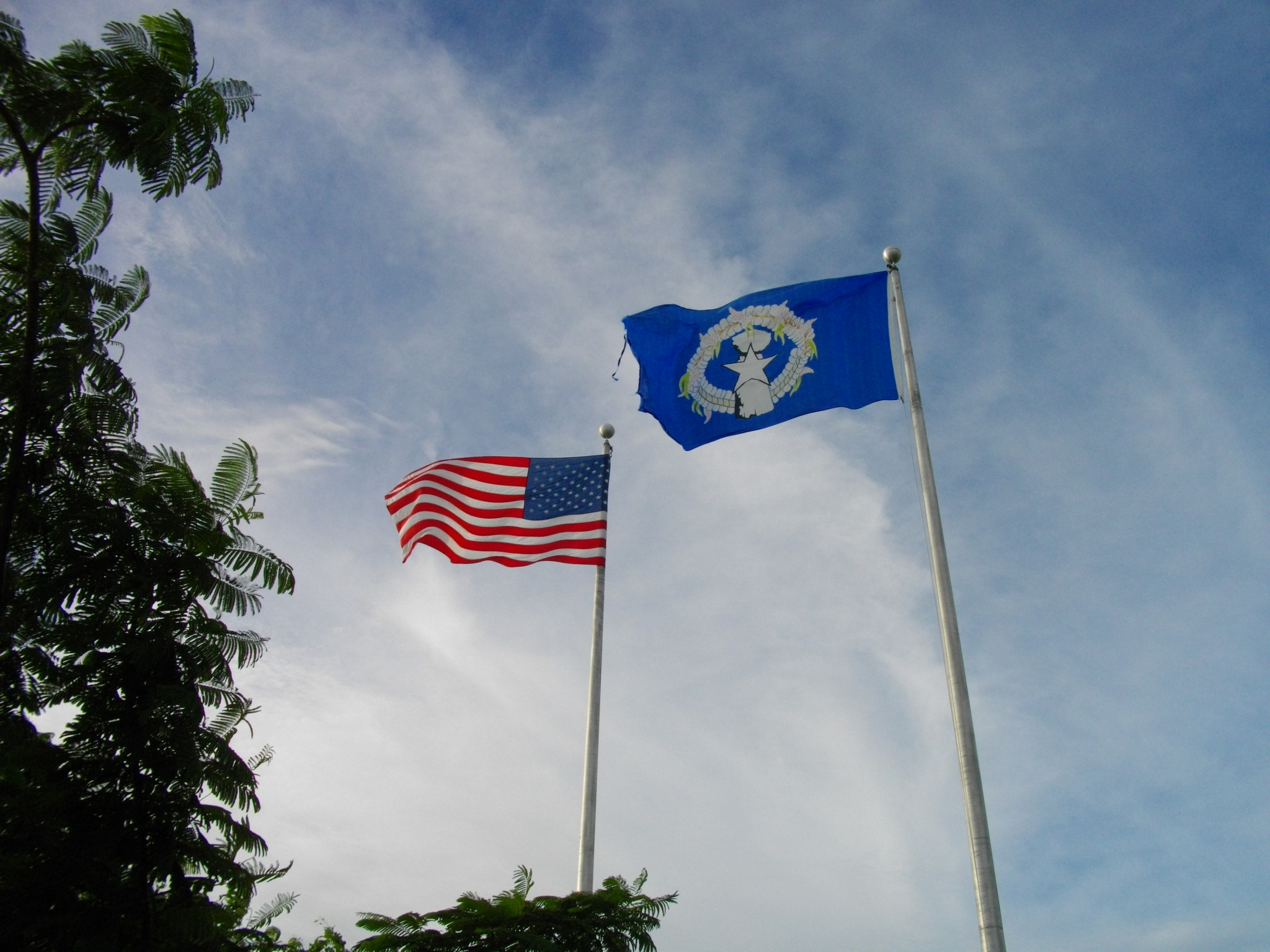
Liens étroits entre les Mariannes du Nord et les U.S.A.

## Géographie
Les îles Mariannes du Nord se trouvent dans la mer des Philippines, à proximité de la fosse océanique la plus profonde au monde (11 053 mètres de profondeur), la fosse des Mariannes. Elles sont frontalières de l'océan Pacifique, situé à l'est. Capitol Hill (en), la capitale établie dans l'île de Saipan, se situe à 217 km au nord-nord-est de Hagåtña, à Guam, et à 1 363 km au sud-sud-est de Chichi-jima, la principale île de l'archipel d'Ogasawara. L'Iro Zaki, un cap de la préfecture de Shizuoka, au Japon, est distant de 2 260 km en direction du nord-nord-ouest.
Le total des 15 îles couvre une superficie de 463,63 km2. Ce tableau présente les différentes îles du Nord au Sud.
| N°           | Île                          | Superficie (en km²) | Population (en 2020) | Altitude (en m) | Sommet         |
| ------------ | ---------------------------- | ------------------- | -------------------- | --------------- | -------------- |
| Îles du Nord |                              |                     |                      |                 |                |
| 1            | Farallon de Pajaros (Uracas) | 2,55                | —                    | 319             |                |
| 2            | Îles Maug                    | 2,13                | —                    | 227             |                |
| 3            | Asuncion                     | 7,31                | —                    | 857             |                |
| 4            | Agrigan                      | 43,51               | —                    | 965             | Mont Agrihan   |
| 5            | Île Pagan                    | 47,24               | —                    | 579             | Mont Pagan     |
| 6            | Alamagan                     | 11,11               | —                    | 744             | Alamagan       |
| 7            | Guguan                       | 3,87                | —                    | 301             |                |
| 8            | Banc de Zealandia            | >0.0                | —                    | >0              |                |
| 9            | Sarigan                      | 4,97                | —                    | 549             |                |
| 10           | Anatahan                     | 31,21               | —                    | 787             |                |
| 11           | Farallon de Medinilla        | 0,85                | —                    | 81              |                |
| Îles du Sud  |                              |                     |                      |                 |                |
| 12           | Saipan                       | 115,38              | 47 329               | 474             | Mont Tagpochau |
| 13           | Tinian                       | 101,01              | 2 044                | 170             | Kastiyu        |
| 14           | Aguijan                      | 7,10                | —                    | 157             | Alutom         |
| 15           | Rota                         | 85,39               | 1 893                | 491             | Mont Manira    |
|              | Total                        | 463,63              | 47 329               | 965             | Mont Agrihan   |

## Démographie
Lors du recensement de 2020, les Îles Mariannes du Nord comptent 47 329 habitants, dont :
- 49,9 % d'Asio-Américains
  - 35,3 % de Philippino-Américains
  - 6,8 % de Sino-Américains
  - 4,2 % de Coréo-Américains
  - 1,5 % de Nippo-Américains
  - 2,1 % d'autres
- 34,9 % d'Océano-Américains
  - 23,9 % de Chamorros
  - 4,6 % de Caroliens
  - 2,3 % de Chuukois
  - 2,2 % de Paluans
  - 1,9 % d'autres
- 2,1 % de Blancs américains
- 0,1 % d'Afro-Américains
- 0,1 % d'Hispaniques et Latino-Américains
- 12,7 % de métis
- 0,2 % d'autres.

En 2010, 32,8 % de la population âgée de plus de 5 ans déclare parler une langue philippine, 24,1 % le chamorro, 17,0 % l'anglais, 6,8 % une langue chinoise, 5,0 % le carolinien, 4,7 % le coréen et 9,6 % une autre langue.

## Politique

### Pouvoir exécutif
Le gouverneur qui dirige l'exécutif local est élu au suffrage universel pour un mandat de quatre ans. Depuis le 9 janvier 2023, la fonction est occupée par Arnold Palacios.
Le lieutenant-gouverneur, deuxième personnage du territoire, est élu en même temps que le gouverneur. Depuis le 9 janvier 2023, la fonction est occupée par David Apatang. 

### Pouvoir législatif
Le pouvoir législatif est exercé par la Législature, parlement bicaméral composé de la Chambre des représentants et du Sénat.

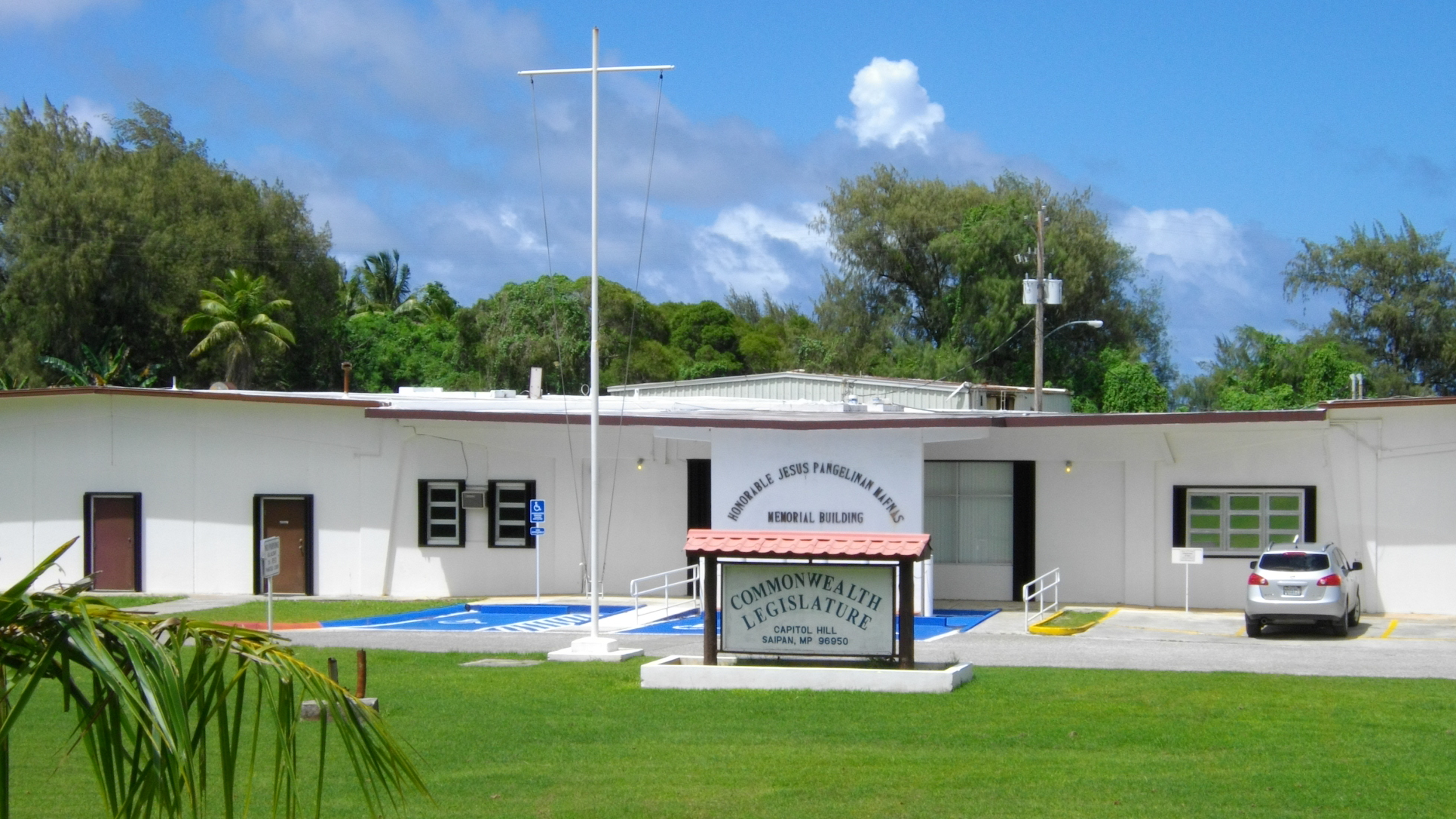
Bâtiment de la Legislature.

### Représentation au Congrès
Un délégué élu représente l'archipel au Congrès des États-Unis, Gregorio Sablan, un démocrate, depuis le 3 janvier 2009.

## Économie
L'économie des îles Marianne du Nord reste fortement dépendante de l'aide internationale et notamment celle des États-Unis dont elles font partie. Le tourisme emploie plus d'un quart des habitants du pays. Cependant le nombre de touristes notamment japonais a fortement baissé lorsque Japan Airlines a cessé de desservir les îles Mariannes en 2005. 
Dans le secteur de la fabrication de vêtements, depuis la levée des quotas en 2005,  toutes les usines de confection de Saipan ont fermé, la dernière en février 2009. 
Les productions agricoles de l'île ne suffisent pas à garantir des revenus suffisants au pays. Celle-ci produit notamment des noix de coco, du tapioca, des fruits à pain, des tomates et des melons. Tinian est connu comme le grenier des Mariannes.
L'élevage du bétail est aussi pratiqué (plusieurs milliers de bovins). Le bétail fournit du bœuf non seulement localement, mais est exporté vers Guam, Palua et la Micronésie. 
Une récente loi (mars 2014) légalisant les jeux d'argent aboutit au projet de création d'un casino à Saipan en août 2014 ; cet afflux d'argent devrait permettre une meilleure autonomie financière de ce territoire.

## Culture

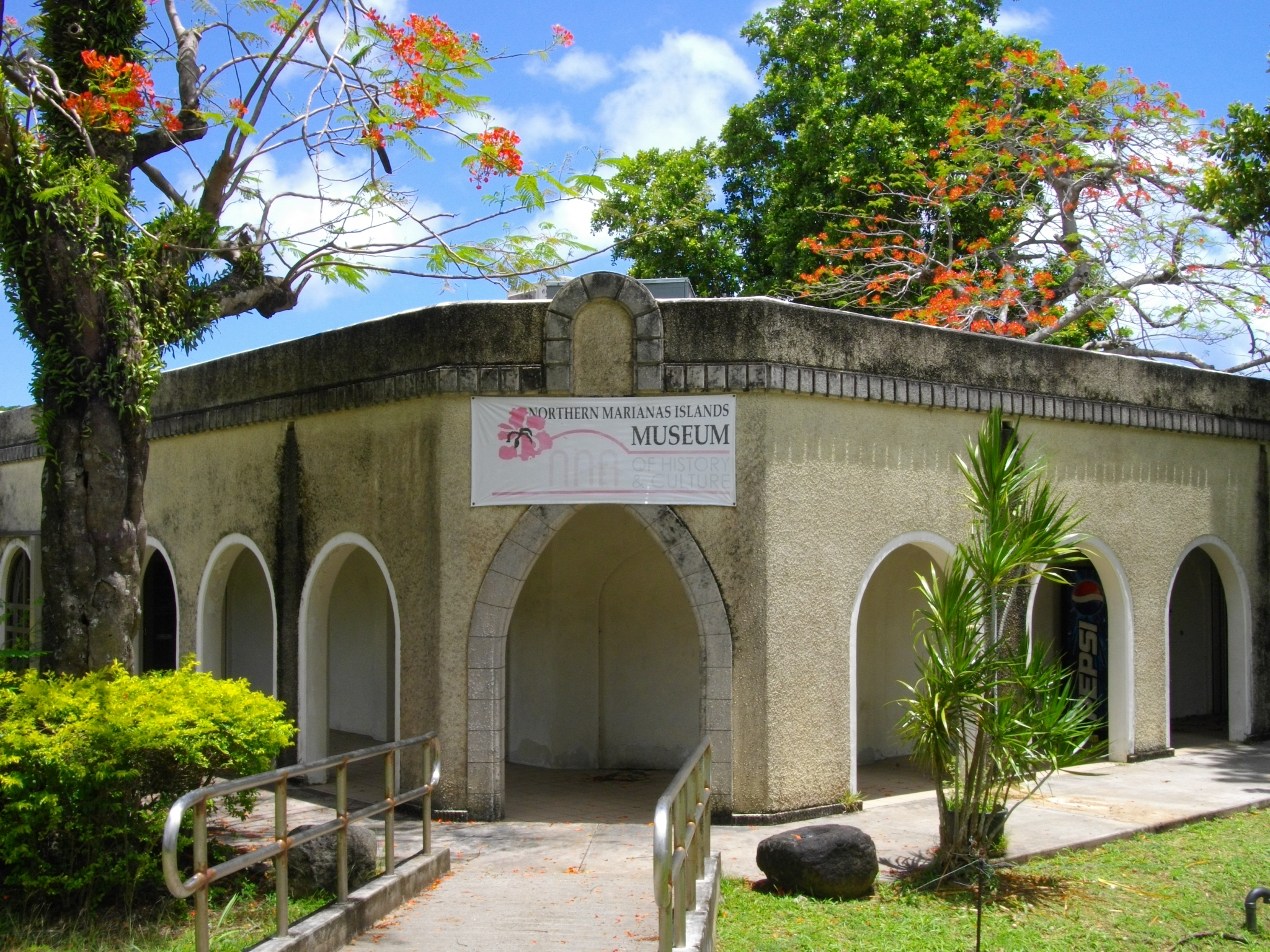
Musée des Îles Mariannes du Nord.

### Herpétofaune

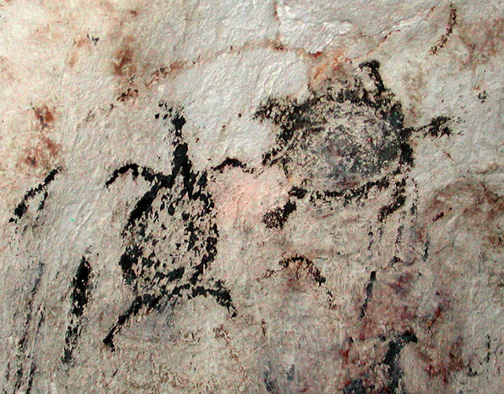
Représentation de tortues, île de Rota.